# Nikolauskapelle (Nijmegen)

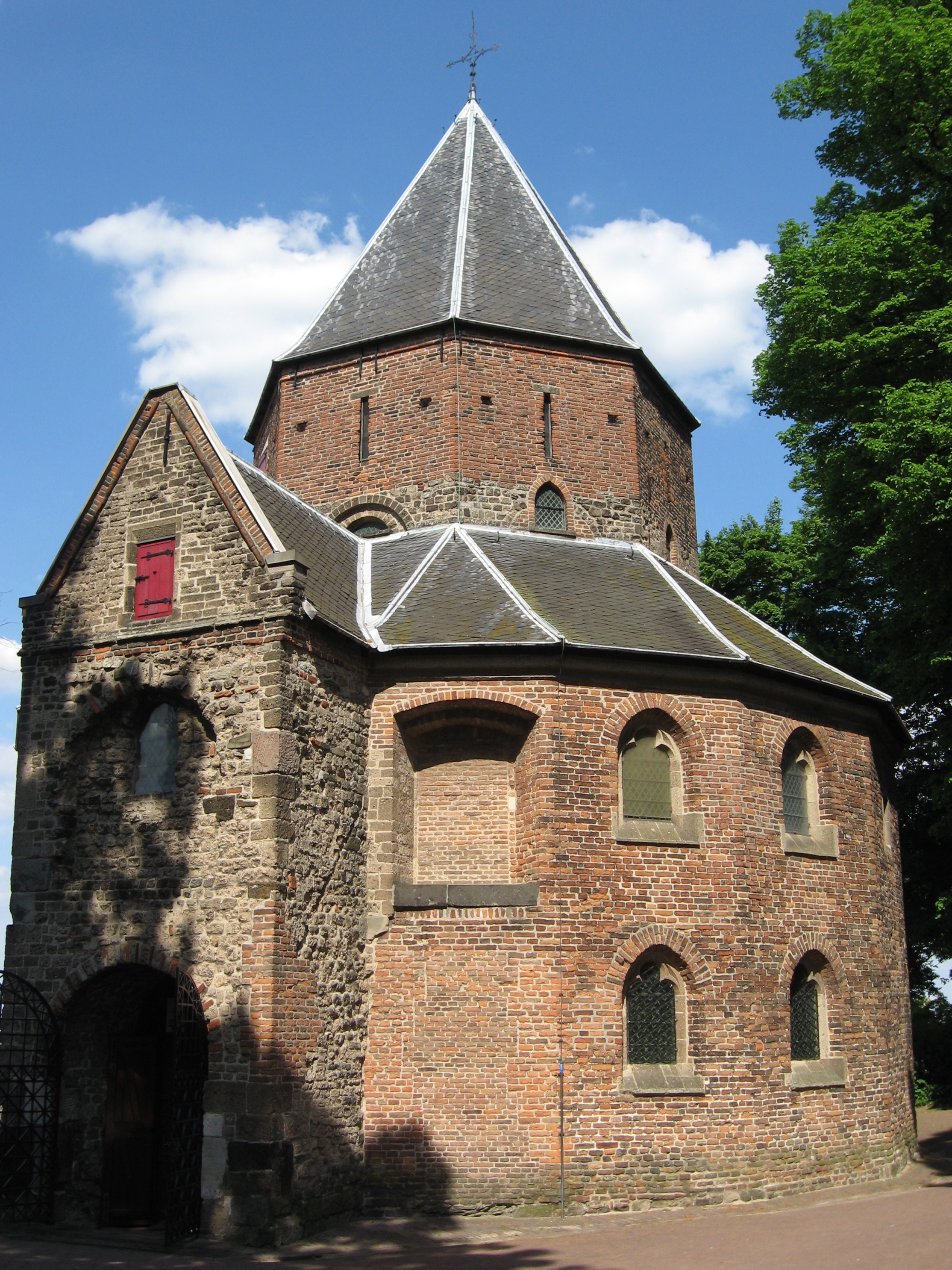
Die Nikolauskapelle zu Nijmegen

Die Nikolauskapelle oder Valkhofkapelle im niederländischen Nijmegen (deutsch Nimwegen) ist eine von ursprünglich zwei Kapellen der Nimweger Burg Valkhof. Sie ist eines der ältesten Gebäude der Niederlande und der älteste erhaltene Teil der Pfalzanlage von Nijmegen.

## Baugeschichte
Die Nikolauskapelle auf der von Karl dem Großen gegründeten Pfalz ist ein ursprünglich aus Tuffsteinen im Mörtelverband errichteter Zentralbau. Um einen achteckigen Zentralraum legt sich ein sechzehneckiger, gedeckter Umgang, dem im Westen ein Portalbau vorgelagert ist. Der zweigeschossige Umgang hatte eine lichte Weite von knapp 12 Metern. Seine Außenwände besaßen Rundbogenöffnungen, die in Blendfenster eingelassen waren. Die Höhe des Umgangsbaues erreichte nicht die des deutlich überhöhten Zentralraums, zu dem er sich im Erdgeschoss mittels Arkaden öffnet. Die Arkaden ruhen auf einfach profilierten, vortretenden Kämpferplatten. Die Erdgeschossdecke des Umgangs besteht aus flachen Kreuzgratgewölben, die den Boden des Emporengeschosses tragen. Der Zugang zur Empore wurde durch ein benachbartes Gebäude ermöglicht, eine Treppenanlage besaß die Kapelle nicht. Die Öffnungen der Empore zum Zentralraum wurden mit Doppelbögen über einer Mittelsäule versehen, deren Basen und Würfelkapitelle des ursprünglichen Baus zum Teil erhalten sind. Der obere Abschluss des Zentralraums und die Dachlösung des ältesten Baues insgesamt sind unbekannt. Wahrscheinlich schloss eine Flachdecke den Raum zum zentralen Zeltdach ab.
Nach einer ersten Zerstörung, bei der der obere Teil des Zentralraums und das gesamte Emporengeschoss beschädigt wurden, erneuerte man den Bau in annähernd gleichen Formen und unter Verwendung gleicher Materialien, setzte jedoch eine abweichende Art von Mörtel ein, der es erlaubt, Altes von Neuem zu unterscheiden. Ein Wiederaufbau nach einer weiteren Zerstörung führte dazu, dass heutzutage nurmehr zwei Drittel der Bausubstanz des ursprünglichen Baus erhalten sind. Bei dieser Wiederherstellung wurden zwei Drittel der Außenmauer ersetzt, der Zentralbau wurde höher ausgeführt und mit einem neuen, heute noch erhaltenen Dach versehen. Nach dem Ergebnis einer dendrochronologischen Untersuchung ist der Dachstuhl in das Jahr 1393/94 zu datieren. In den zehn Jochen des Umgangs, die erneuert werden mussten, zog man Kreuzrippengewölbe ein. Deren Rippen wurden aus profilierten Backsteinen gebildet, wie die gesamte Aufmauerung aus Backsteinen ausgeführt wurde. Die Fenster der Außenwände gestaltete man als gotisches Maßwerk, der Bau insgesamt wurde modernisiert und den Vorstellungen der Zeit angepasst.

## Datierung
Der Bau orientiert sich deutlich an der Pfalzkapelle in Aachen, was bis zur Mitte des 19. Jahrhunderts dazu führte, ihn mit seinem karolingischen Vorbild gleich zu datieren. Bereits im 19. Jahrhundert wurde allerdings eine Datierung ins 11. Jahrhundert zur Diskussion gestellt. Als Ergebnis einer ersten modernen wissenschaftlichen Analyse des Baus datierte Hans van Agt 1957 das ursprüngliche Bauwerk um 1030. Dem schloss sich ein großer Teil der Forschung an.
Doch gibt es auch abweichende Ansichten und abhängig von der Datierung ist die Verbindung mit einem Bauanlass. So vermuten Barbara Perlich und Gabri van Tussenbroek bei einer Datierung aufgrund des Baubefundes um 1030 eine Entstehung unter Kaiser Konrad II., eventuell anlässlich der Trauung seines Sohnes Heinrich III. mit seiner ersten Frau Gunhild im Jahr 1036. Bei ähnlicher Datierung nimmt Torsten Fremer eine Einflussnahme der Äbtissin Theophanu, Enkelin der 991 in Nijmegen verstorbenen Kaiserin, auf den Kapellenbau an. Erwogen wird auch die Möglichkeit, dass die Kapelle schon um 980 durch Kaiserin Theophanu aus Dank für die glückliche Geburt ihres Sohnes Otto III. im nahen Reichswald für ihren „Lieblingsheiligen“ Nikolaus von Myra in Auftrag gegeben wurde. Elizabeth den Hartog vertritt wiederum die Auffassung, dass Otto III. die Kapelle um 996 als Memorialbau für seine verstorbene Mutter gestiftet hat.
Gänzlich abweichend und mit der nachweislich 1047 erfolgten ersten Zerstörung des Valkhofs verbindet Aart J. J. Mekking den Bau, der seiner Meinung danach in Angriff genommen wurde. Dem widerspricht die Datierung der Restaurierungen und der Grad der ersten Zerstörung, die nach dem Ergebnis der bauhistorischen Untersuchungen um 1155 und im späten 14. Jahrhundert stattfanden.

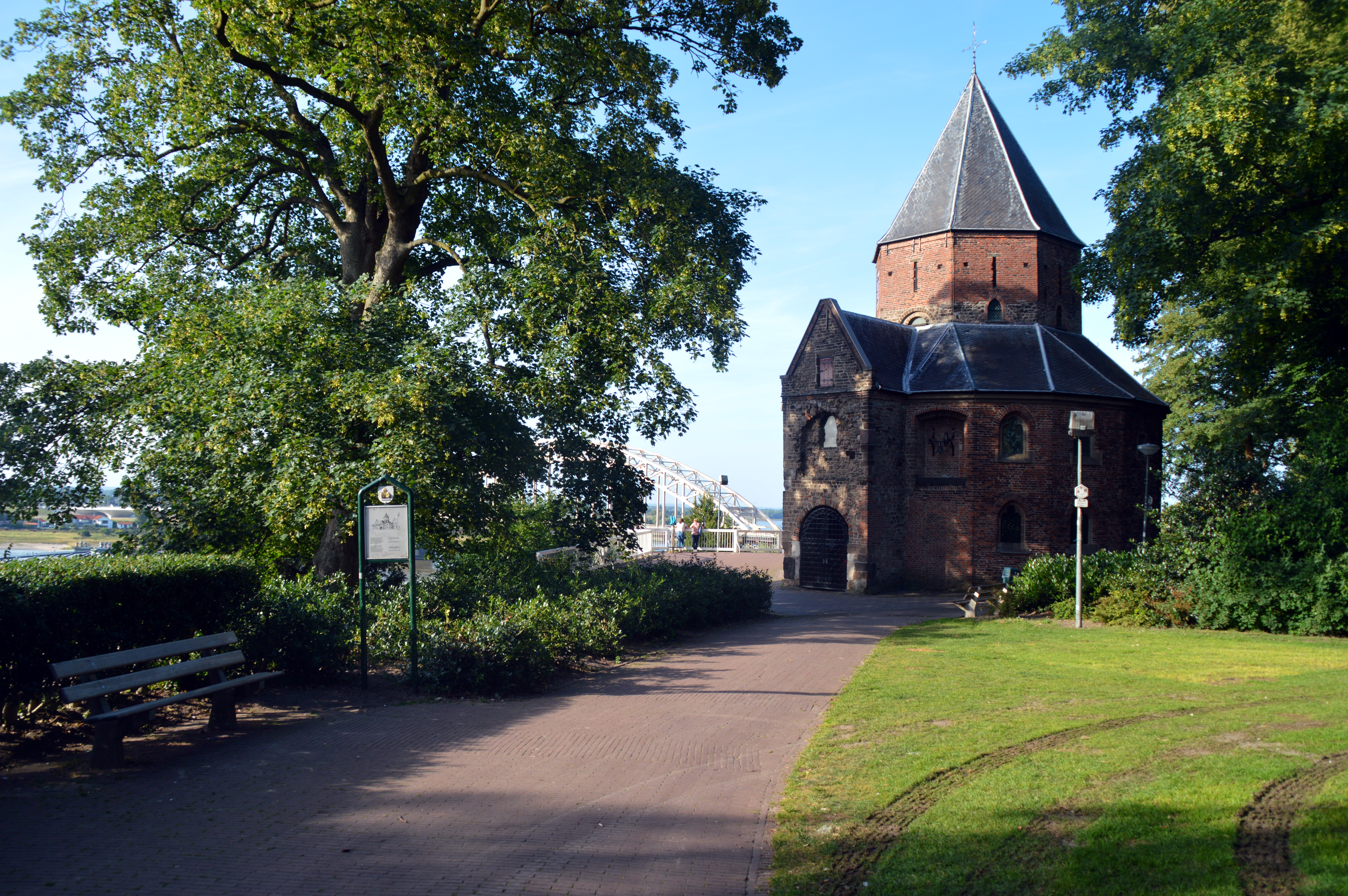
Nikolauskapelle Juni 2018
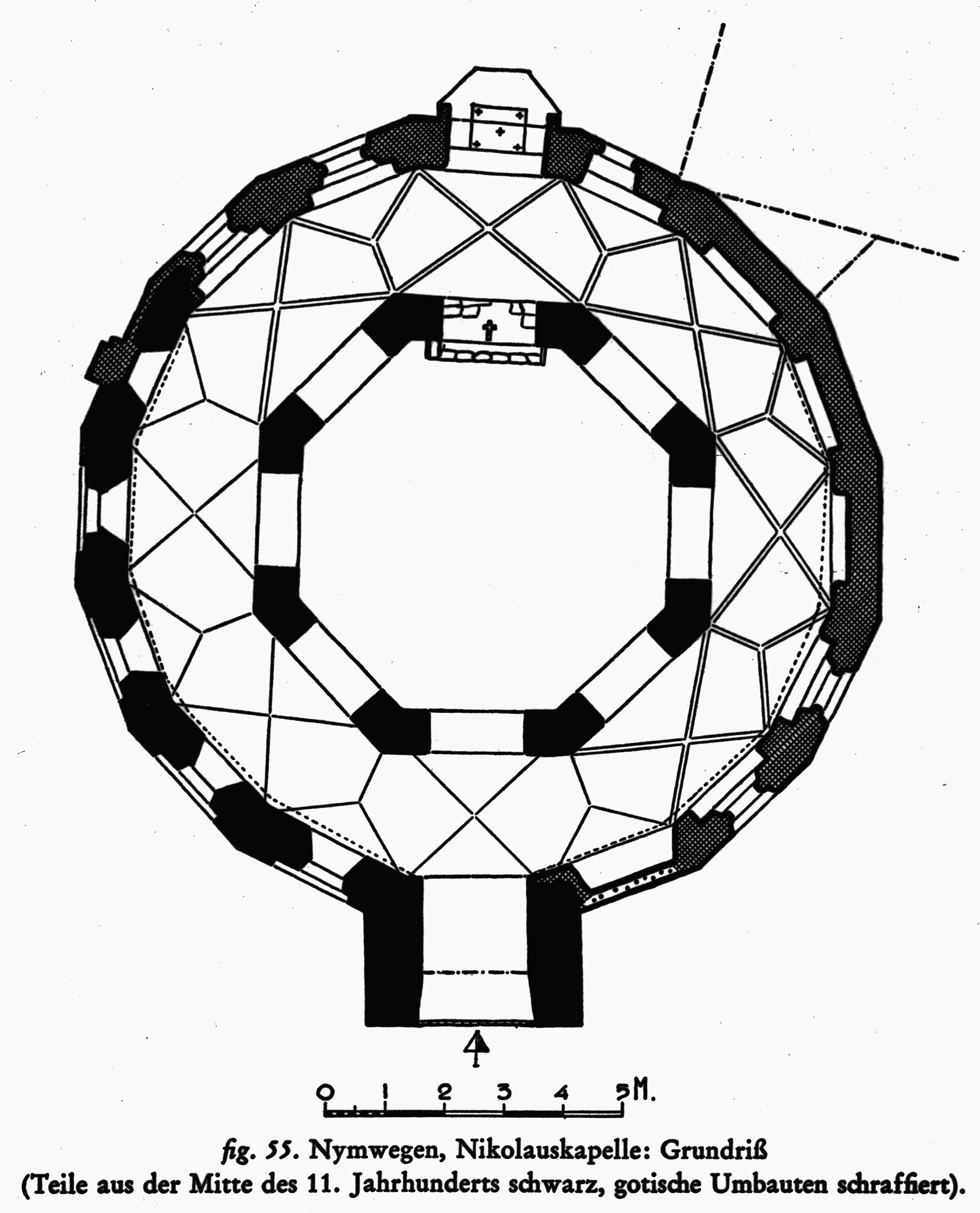
Grundriss der Kapelle
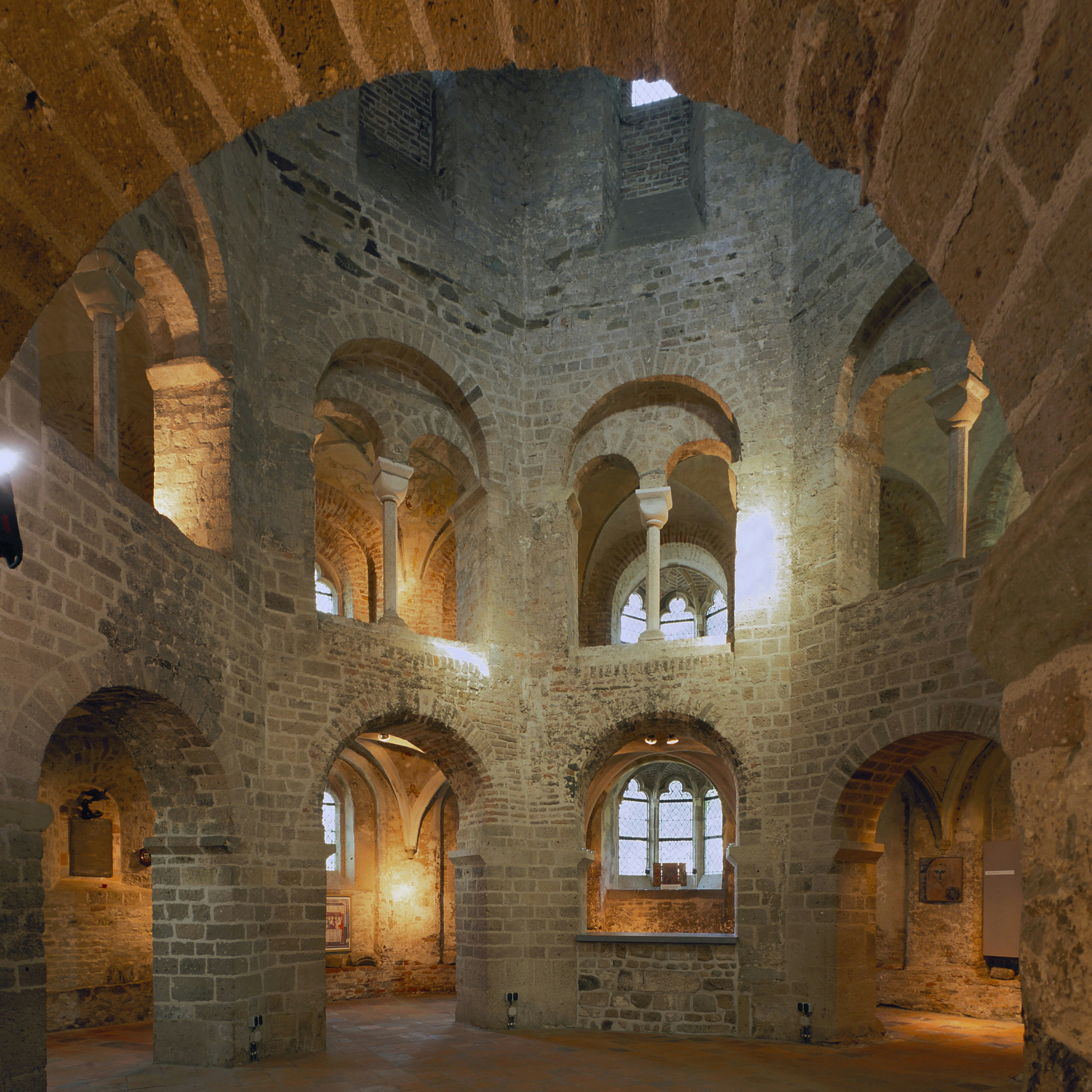
Innenraum
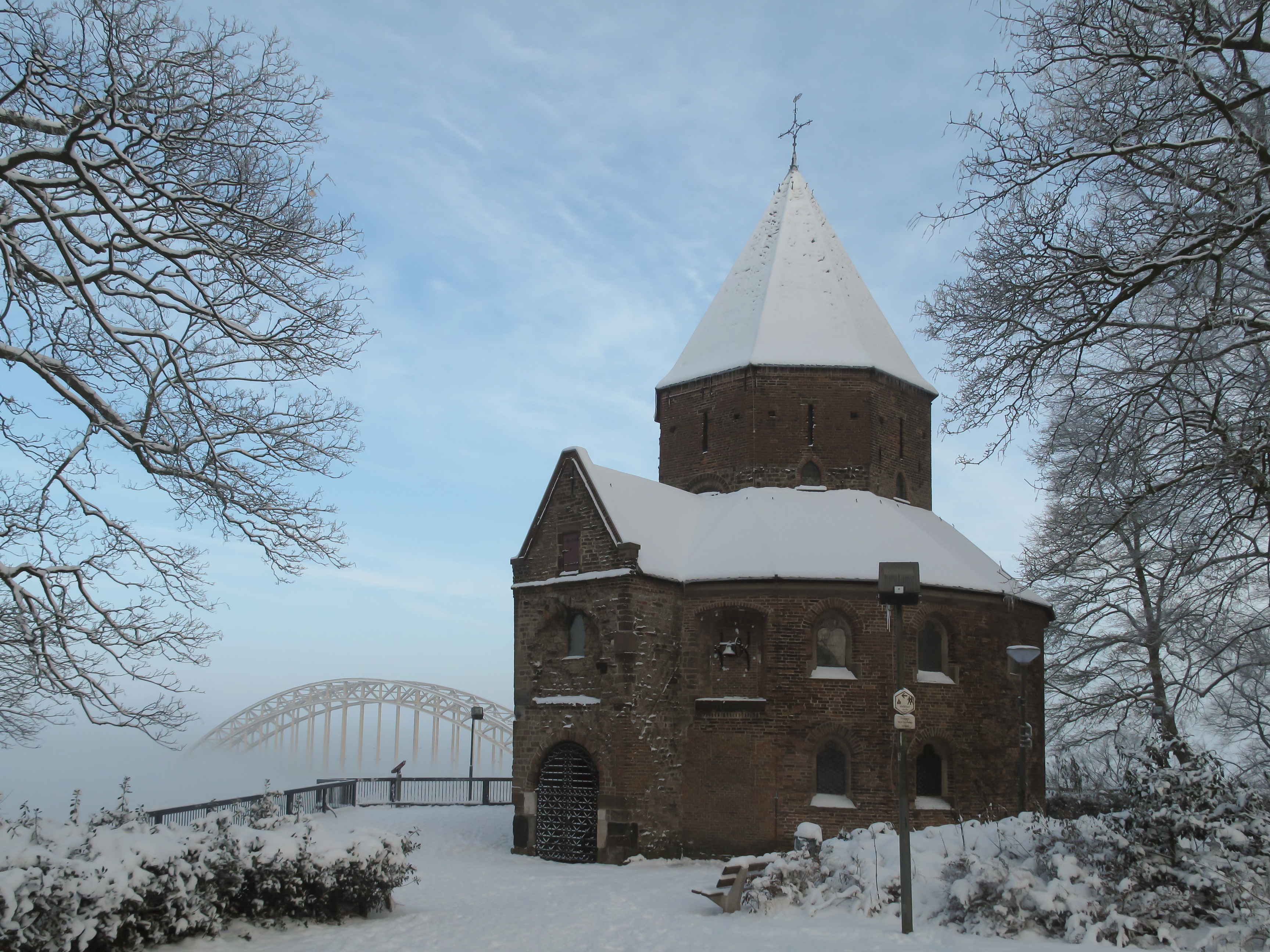
Nikolauskapelle Dezember 2010